# Hans Ziegler (Fußballspieler)
Hans Ziegler (* 15. Juni 1920 in Stuttgart; † 16. Januar 2017) war ein deutscher Fußballspieler und Leichtathlet. 

## Sportliche Laufbahn
Hans Ziegler war in seiner Jugend als Leichtathlet bei den Stuttgarter Kickers aktiv. 1937 wurde er württembergischer Junioren-Meister im 100-Meter-Lauf. Ein Jahr später konnte er mit seinen Leistungen im Weit- sowie im Dreisprung zwei weitere württembergische Juniorenmeisterschaften gewinnen. Bei den Senioren wurde er 1942 württembergischer Meister im Weitsprung und 1943 im Dreisprung.
Neben seiner Laufbahn als Leichtathlet war Ziegler auch als Fußballer bei den Kickers aktiv. Als Mittelstürmer spielte er in der Saison 1943/44 in der Gauliga Württemberg, der damals höchsten Spielklasse des Landes. Dort erzielte er im Halbfinale um den Gaupokal gegen den Erzrivalen VfB Stuttgart in der Verlängerung vor 30.000 Zuschauern den Siegtreffer.
Vier Jahre später konnte der gebürtige Stuttgarter mit der Sportvg Feuerbach durch den 1. Platz in der Landesliga Württemberg auch württembergischer Meister im Fußball werden.
1949 musste Ziegler nach einem Kniegelenkbruch beim Fußballspielen seine sportliche Karriere beenden.

## Beruflicher Werdegang
Ziegler besuchte in Feuerbach die Grundschule sowie das Gymnasium. Nach seiner Schulzeit absolvierte er eine Lehre bei der Firma Breuninger zum Herrenschneider. Mit 17 Jahren gewann er den Reichsberufswettkampf in Köln und wurde später für Deutschlands bestes Gesellenstück im Schneiderhandwerk ausgezeichnet.
Nach der Kriegszeit und sowjetischer Gefangenschaft, baute Ziegler sein zerstörtes Elternhaus wieder auf und eröffnete 1953 dort  im Stuttgarter Stadtbezirk Feuerbach einen Herrenbekleidungsladen. Später kaufte er ein Grundstück und führte dort seinen Laden weiter, den er 1984 nach einem Totalausverkauf aufgab.
Ziegler hatte einen Sohn und war zwei Mal verheiratet.